# Nannosquilla vasquezi
Nannosquilla vasquezi is een bidsprinkhaankreeftensoort uit de familie van de Nannosquillidae. De wetenschappelijke naam van de soort is voor het eerst geldig gepubliceerd in 1979 door Manning.